# Judgement Day – Der jüngste Tag
Judgement Day – Der jüngste Tag (Originaltitel Judgment Day) ist ein US-amerikanischer Katastrophenfilm aus dem Jahr 1999 mit Ice-T und Suzy Amis.

## Handlung
Die Erde befindet sich auf Kollisionskurs mit einem 23 km großen Asteroiden. Ein abgelöstes Bruchstück schlägt als Meteorit auf die Erdoberfläche und löscht ein Dorf in Peru aus. Die endgültige Katastrophe kann nur verhindert werden, wenn eine von dem Wissenschaftler Corbett entwickelte Nuklearwaffe den Asteroiden gezielt zerstört. Nur Corbett besitzt die notwendigen Zugriffcodes; jedoch wird er von dem Anführer einer afroamerikanischen Vereinigung entführt, der den Tag des Jüngsten Gerichts und damit den von Gott gewollten Weltuntergang ankündigt.
Die Regierungsvertreter sehen die einzige Hoffnung in der FBI-Agentin Tyrell, die Corbett aus den Händen des Entführers befreien soll. Mit Hilfe des einsitzenden Verbrechers Reese will Tyrell den Sektenanführer Payne – Erzfeind von Reese – aufspüren. Für die Befreiungsaktion bleiben der Agentin nur 68 Stunden, bis der Asteroid die Erde trifft.

## Kritiken
„Turbulenter Actionfilm, der aktuelle Gallionsfiguren  des US-amerikanischen schwarzen Exploitationfilms zu einer weitgehend unterhaltsamen Geschichte vereint.“

„Im Fahrwasser von Bruce Willis' Hit ‚Armageddon‘ […] entstand einiger Stumpfsinn, so auch diese billige Luftnummer.Fazit: Öde Effekte und Pappmaschee-Figuren.“

## Hintergrund
In Deutschland wurde der Film erstmals am 2. November 2000 auf VHS veröffentlicht.